# (8774) Viridis
(8774) Viridis est un astéroïde de la ceinture principale.

## Description
(8774) Viridis est un astéroïde de la ceinture principale. Il fut découvert le 25 septembre 1973 à l'observatoire Palomar par Cornelis Johannes van Houten, Ingrid van Houten-Groeneveld et Tom Gehrels. Il présente une orbite caractérisée par un demi-grand axe de 3,06 UA, une excentricité de 0,08 et une inclinaison de 8,7° par rapport à l'écliptique.

## Compléments